# コンピエーニュのロスケリヌス
コンピエーニュのロスケリヌス（羅: Roscellinus Compendiensis または Rucelinus、1050年頃 - 1125年頃）は、フランスの哲学者・神学者で、しばしば唯名論の創始者とされる（スコラ学を参照）。

## 生涯
ロスケリヌスはコンピエーニュに生まれた。彼の生涯についてはほとんど分かっておらず、彼の教説は主にカンタベリーのアンセルムスおよびペトルス・アベラルドゥスの報告から知られる。
ロスケリヌスはソワソンおよびランで教育を受け、その後にシャルトル大聖堂に所属してさらにコンピエーニュの聖堂参事会会員に就任した。コンピエーニュの修道士として、彼は1087年には教授を行っていた。彼はランフランクス、アンセルムス、シャルトルのイヴォらと交流した。
最初に唯名論の教説を公表したのは、厳密にはロスケリヌスではないという説が非常に有力である。しかし、彼の主張によって人々ははっきりとした唯名論の教説を受け取っており、一般の関心を集めたことで唯名論が三位一体の教義に適用された。 
私たちが三位格を三実体、つまり三神だということを妨げるものは定式化する上での慣習にすぎない、とロスケリヌスは主張した。もしそれを妨げるのが他のものであって、三位格が本当に一つの実体、あるいは一つのもの（羅:una res）であるならば、父も聖霊も子とともに受肉すると認めないといけないという事態に直面する。そのためロスケリヌスは自説を誠心誠意に提唱し、まずランフランクスとアンセルムスの権威のもとに主張した。
しかし、1092年から1093年にランス大司教によってソワソンで開かれた教会会議において彼の教説は非難され、ロスケリヌスは三神論を唱えたとして責められ、自身に帰せられた教説を撤回することになった。しかし保守的な人々による破門、さらには石打ちによる死といった恐怖から逃れるとすぐに、彼は自らの理論を持ち直した。彼はイングランドに逃れたが、アンセルムスからの攻撃のために人気を得ることができず、今度はローマに赴いた。ローマでは人気を得て、カトリック教会との和解も成立した。その後フランスに戻ると、彼はトゥールとロシュ（ここでアベラルドゥスが彼の弟子となった）で教え、最終的にはブザンソンの聖堂参事会会員となった。1121年にも彼の消息が知られており、その頃にはアベラルドゥスの三位一体に関する教説に反論していた。
ロスケリヌスの著作はアベラルドゥスに対する書簡のみが残っている。オリューが彼の名前をある文献と結びつけている: 『普遍教師Rの文』(羅:Sententia de universalibus secundum magistrum R.、"Notices et extr. de quelques manuscr. lat.", V, Paris, 1892, 224)。しかしこれは憶測に過ぎない。アンセルムス、アベラルドゥス、ソールズベリのヨハネス、匿名の警句からロスケリヌスの教説の典拠が得られる。思想史における彼の役割、特に彼の唯名論は過大評価されており、彼の名声は主に神学的な三神論によるものである。

## ロスケリヌスの唯名論(センテンティア・ヴォクム)
フライズィンクのオットーによれば、ロスケリヌスは「我々の時代の最初の唯名論者」(羅:primus nostris temporibus sententiam vocum instituit、"Gesta Frederici imp". in "Monum. German. Histor.: Script., XX, 376)だが、『フランク史』(羅:Historia Francia、cf. Bouquet, "Recueil des hist. des Gaules et de la France", XII, Paris, 1781, 3, b, c)の作者は彼の前に「ヨハネスの教師」に言及しており、その教師の個人情報が詳しく述べられているが誰の事なのかはっきりとは分かっていない。何がセンテンティア・ヴォクム(羅:sententia vocum、唯名論)を構成するのか? それを判断するために以上の文献を脇において、ヴィクトル・クザンによって誤ってアベラルドゥスに帰されたがロスケリヌスに直接的に関係する論考『哲学問題集』(羅:De generibus et speciebus、13世紀)を見てみよう。「センテンティア・ヴォクム」は中世初期に受け入れられた普遍論争の反実在論的解決の一つである。ポルピュリオスが残した問題(mox de generibus et speciebus illud quidem sive subsistent sive in nudis intellectibus posita sint)を考えることで最初期の中世哲学者たちは類と種(実体、組織性、獣性、人間性)を物として、あるいは実体を持たないものとして扱い、彼らはボエティウスの用語法を代わりに適用してそこからもの(羅:res)か声(羅:voces)を引き出した。唯名論者にとって普遍とは声にすぎない、つまり、: (1)普遍とはいかなる意味でも「もの」ではありえず、個々人の心の中に存在するに過ぎない: "nam cum habeat eorum sententia nihil esse praeter individuum ..." (De gener. et spec., 524)。唯名論は本質的に反実在論者であった。(2) 普遍とは気息(羅:flatus vocis)にすぎない、例えば人間(羅:homo)という言葉は二音節に分けられ、さらには母音と子音に分けられる。 "Fuit autem, nemini magistri nostri Roscellini tam insana sententia ut nullam rem partibus constare vellet, sed sicut solis vocibus species, ita et partes ascridebat (Abelard, "Liber divisionum , ed. Cousin, 471); "[...] Illi utique dialectici, qui non nisi flatum vocis putant universalis esse substantias, et qui colorem non aliud queunt intellegere quam corpus, nec sapientiam hominis aliud quam animam, prorsus a spiritualium quaestionum disputatione sunt exsufflandi." (Anselm, De Incarnatione Verbi, p. 285. Opera Omnia, vol. 1. Ed. F.S. Schmitt, 1938); "Alius ergo consistit in vocibus, licet haec opinio cum Roscelino suo fere omnino evanuerit (John of Salisbury, Metalog. , II, 17)。ボエティウスの定義に準拠すると、普遍は発された音声(羅:flatus vocis)に還元される: Nihil enim aliud est prolatio (vocis) quam aeris plectro linguae percussio。ロスケリヌスのいう普遍は今日「ものの中の普遍」(羅:universale in re)と呼ばれているものや「知性の中の普遍」(羅:universale in intellectu)ではなく「声の中の普遍」(羅:universale in voce)と呼ばれているものに一致する。
しかしこのロスケリヌスの理論は類や種の抽象的な概念と結びついていない。彼はこの問題に触れていない。彼はこういった概念というものの存在や可能性を否定していないのは確かであり、イポリット・テーヌの分類法では、つまり今日理解されているような唯名論の意味ではロスケリヌスは唯名論者ではない。そのため、今日の意味で唯名論という言葉を使う場合、ロスケリヌスを偽唯名論者と呼ぶものもいる。ソールズベリのヨハネスは著書『唯名論派』(羅:nominalis secta、Metalog., II, 10)でこの言葉に大きく違った意味を与えている。ロスケリヌスの稚拙な、子供じみてさえいる解答は普遍という概念の価値を危うくするものではなく、穏健な実在論の発展段階と呼ばれることがある。しかし、最初に中世の実在論に挑んだ中世哲学者という位置に立っているために、彼は近代の先祖と呼ばれてきた。 
ロスケリヌスは全体と合成された部分に関する彼が与えた不明確な思想のために、アンセルムスとアベラルドゥスによって取り上げられた。アンセルムスによれば、それを支持するのにはたらく色は馬から独立しては存在せず、知恵ある魂の知恵は魂の外部には存在しないとロスケリヌスは主張した。(De fide trinit., 2)。彼はその部分の家、人間、実在といった全体を否定した。言葉自体は部分を持ち、"ita divinam paginam pervertit, ut eo loco quo Dominus partem piscis assi comedisse partem hujus vocis, quae est piscis assi, non partem rei intelligere cogatur (Cousin, P. Abaelardi opera, II. 151)。
ロスケリヌスは支持者なしにはいられなかった。支持者の中には彼の同輩のリールのラインベルトゥスがおり、修道士ヘリマンが彼の教説と結びつけていたものはコンピエーニュの教師の主張に同意した。ヘリマンによれば、普遍的な実体は息にすぎなち、つまり"eos de sapientium numero merito esse exsufflandos"である。彼は同じ滑稽な調子のアンセルムスの発言に言及していたに過ぎない: "a spiritualium quaestionum disputatione sunt exsufflandi" (P.L., 256a)。そしてリールのラインベルトの風の発話を理解するためには彼の手に息を吹きかけるだけでよい(manuque ori admota exsufflans "Mon. Germ. Hist.", XIV, 275)と言った。

## ロスケリヌスの三神論
ロスケリヌスは神の三位格を、三体の天使と同様の独立した存在とみなした。こうした語法が許されたときに本当に神が3柱いると言えると彼は説明した。さもなければ、父なる神と聖霊なる神は子なる神とともに受肉してしまうと彼は続ける。教義の体裁を保つために彼は神の三つの位格が一つの意志と力だけを持つことを認めた[Audio ... quod Roscelinus clericus dicit in tres personas esse tres res ab invicem separatas, sicut sunt tres angeli, ita tamen ut una sit voluntas et potestas aut Patrem et Spiritum sanctum esse incarnatum; et tres deos vere posse dici si usus admitteret (letter of Anselm to Foulques)]。
アンセルムスとアベラルドゥスが提唱者が撤回してからも共同して反駁したこの特徴的な三神論は明らかにロスケリヌスの反実在論を三位一体論に適用したものだと思われる。神の三位格が唯一の神を成すとすれば、三位格が全て受肉することになるともロスケリヌスは主張した。それゆえ神が三位格ならば三体の天使がいるのと同じように三実体ということになるｍというのもそれぞれの実体が個体をなすというのが反実在論の根本的な主張だからである。神学者としてのロスケリヌスの思想は哲学者としての彼のそれと強く結びついていた。